# Leah Williams
Leah Williams es una escritora de cómics estadounidense. Es más conocida por su trabajo en los títulos de la franquicia X-Men, escribiendo títulos como X-Terminators y X-Factor, así como por sus historias de Power Girl en DC Comics.

## Obras

### DC Comics
- Lazarus Planet: Assault on Krypton #1 (historia de respaldo, ilustrada por Marguerite Sauvage, enero de 2023)[1]
- Action Comics #1051-1053 (historia complementaria, ilustrada por Marguerite Sauvage, enero-marzo de 2023)
- Power Girl Special #1 (ilustrado por Marguerite Sauvage, mayo de 2023)[2]
- Power Girl (vol. 3) #1– presente (ilustrado por Eduardo Pansica, septiembre de 2023– presente)[3]
- Gotham City Sirens (vol. 2) #1–4 (ilustrado por Matteo Lolli, Daniel Hillyard, Brandt & Stein, agosto de 2024)[4]

### IDW Publishing
- The Addams Family: Charlatan's Web #1–2 (coescrito con Chynna Clugston Flores, ilustrado por Juan Samu, diciembre de 2023–enero de 2024)

### Marvel Comics
- X-Men Gold Annual #1 (coescrito con Marc Guggenheim, ilustrado por Alitha Martinez, enero de 2018)[5]
- Age of X-Man: X-Tremists #1–5 (ilustrado por Georges Jeanty, febrero–junio de 2019)[6]
- Gwenpool Strikes Back #1–5 (ilustrado por David Baldeón, agosto–diciembre de 2019)[7]
- Amazing Mary Jane #1–6 (ilustrado por Carlos Gómez, Lucas Werneck y Zé Carlos, octubre de 2019–marzo de 2020)[8]
- Doctor Strange: The End #1 (ilustrado por Filipe Andrade, enero de 2020)[9]
- X-Factor (vol. 4) #1–10 (ilustrado por David Baldeón y Carlos Gómez, julio 2020–junio 2021)[10]
- X-Men: The Trial of Magneto #1–5 (ilustrado por Lucas Werneck, agosto–diciembre de 2021)[11]
- X-Terminators (vol. 2) #1–5 (ilustrado por Carlos Gómez, septiembre de 2022–enero de 2023)[12]

## Premios y nominaciones
- Premio GLAAD Media 2021 al Cómic Destacado: X-Factor: Nominada.[13]